# Leptasthenura striolata
A Leptasthenura striolata a madarak (Aves) osztályának verébalakúak (Passeriformes) rendjébe és a fazekasmadár-félék (Furnariidae) családjába tartozó faj.

## Rendszerezése
A fajt August von Pelzeln osztrák ornitológus írta le 1856-ban, a Synallaxis nembe Synallaxis striolata néven.

## Előfordulása
Brazília délkeleti részén honos. Természetes élőhelyei a mérsékelt övi erdők és cserjések, szubtrópusi és trópusi cserjések. Állandó, nem vonuló faj.

## Megjelenése
Testhossza 16 centiméter, testtömege 10-11 gramm.

## Természetvédelmi helyzete
Az elterjedési területe nagyon nagy, egyedszáma pedig stabil. A Természetvédelmi Világszövetség Vörös listáján nem fenyegetett fajként szerepel.